# Campeonato Europeo de Piragüismo en Aguas Tranquilas de 2016
El XVIII Campeonato Europeo de Piragüismo en Aguas Tranquilas se celebró en Moscú (Rusia) entre el 24 y el 26 de junio de 2016 bajo la organización de la Asociación Europea de Piragüismo (ECA) y la Federación Rusa de Piragüismo.
Las competiciones se realizaron en el canal de piragüismo de Krylatskoye, al oeste de la capital rusa.

## Medallistas

### Masculino
| Evento            | Oro                                                                                              | Plata                                                                                       | Bronce |
| ----------------- | ------------------------------------------------------------------------------------------------ | ------------------------------------------------------------------------------------------- | --- |
| K1 200 m (26.06)  | Liam Heath Reino Unido 34,412 s                                                                  | Petter Menning · Suecia · 34,872 s                                                          | Aleksejs Rumjancevs · Letonia · Ignas Navakauskas · Lituania · 35,072 s                                                                                                 |
| K2 200 m (26.06)  | Nebojša Grujić Marko Novaković Serbia 31,284                                                     | Bence Horváth · Máté Szomolányi · Hungría · 31,332                                          | Ronald Rauhe · Tom Liebscher · Alemania · 31,384 |
| K1 500 m (26.06)  | Tom Liebscher · Alemania · 1:37,684                                                              | René Poulsen Dinamarca 1:39,184                                                             | Bence Nádas · Hungría · 1:39,192 |
| K2 500 m (26.06)  | Martin Jankovec · Gábor Jakubík · Eslovaquia · 1:29,712                                          | Gabriel Campo · Rubén Millán · España · 1:29,984                                            | Vitali Bialko · Raman Piatrushenka · Bielorrusia · 1:30,816 |
| K4 500 m (25.06)  | Bence Nádas · Péter Molnár · Sándor Tótka · Tamás Somorácz · Hungría · 1:19,760                  | Denis Myšák · Juraj Tarr · Erik Vlček · Tibor Linka · Eslovaquia · 1:20,560                 | Francisco Cubelos · Albert Martí · Roi Rodríguez · Diego Cosgaya · España · Artiom Kuzajmetov · Oleg Gusev · Alexandr Sergueyev · Vladislav Blintsov · Rusia · 1:21,228 |
| K1 1000 m (25.06) | Fernando Pimenta Portugal 3:29,040                                                               | René Poulsen Dinamarca 3:32,296                                                             | Bálint Kopasz · Hungría · 3:32,656 |
| K2 1000 m (25.06) | Max Hoff · Marcus Groß · Alemania · 3:12,732                                                     | Tibor Hufnágel · Bence Dombvári · Hungría · 3:13,008                                        | Marko Tomićević Milenko Zorić Serbia 3:13,832 |
| K4 1000 m (26.06) | Denis Myšák · Juraj Tarr · Erik Vlček · Tibor Linka · Eslovaquia · 2:51,640                      | Kiril Liapunov · Roman Anoshkin · Vasili Pogreban · Oleg Zhestkov · Rusia · 2:52,156        | Martin Brzeziński · Rafał Rosolski · Bartosz Stabno · Norbert Kuczyński · Polonia · 2:53,440                                                                            |
| K1 5000 m (26.06) | Fernando Pimenta Portugal 20:09,690                                                              | René Poulsen Dinamarca 20:11,870                                                            | Aleh Yurenia · Bielorrusia · 20:12,420 |
| C1 200 m (26.06)  | Andrei Kraitor · Rusia · 39,080                                                                  | Henrikas Žustautas · Lituania · 39,432                                                      | Artsiom Kozyr · Bielorrusia · 39,440 |
| C2 200 m (26.06)  | Hleb Saladuja · Aliaxandr Vauchetski · Bielorrusia · 36,966                                      | Stefan Kiraj · Stefan Holtz · Alemania · 37,216                                             | Alexandr Kovalenko · Andrei Kraitor · Rusia · 37,464 |
| C1 500 m (26.06)  | Martin Fuksa · República Checa · 1:48,520                                                        | Mijail Pavlov · Rusia · 1:50,584                                                            | Oleg Tarnovschi Moldavia 1:50,832 |
| C2 500 m (26.06)  | Viktor Melantiev · Ivan Shtyl · Rusia · 1:41,216                                                 | Iosif Chirilă · Victor Mihalachi · Rumania · 1:42,796                                       | Vitali Verheles · Denys Kamerylov · Ucrania · 1:43,520 |
| C1 1000 m (25.06) | Sebastian Brendel · Alemania · 3:51,248                                                          | Serghei Tarnovschi Moldavia 3:52,164                                                        | Martin Fuksa · República Checa · 3:52,688 |
| C2 1000 m (25.06) | Alexei Korovashkov · Ilia Pervujin · Rusia · 3:37,804                                            | Andrei Bahdanovich · Aliaxandr Bahdanovich · Bielorrusia · 3:40,212                         | Henrik Vasbányai · Róbert Mike · Hungría · 3:40,532 |
| C4 1000 m (25.06) | Kiril Shamshurin · Viktor Melantiev · Rasul Ishmujamedov · Vladislav Chebotar · Rusia · 3:25,044 | Denys Kovalenko · Vitali Verheles · Denys Kamerylov · Eduard Shemetylo · Ucrania · 3:26,736 | Iosif Chirilă · Adi-Aurelian Grozuță · Petre Condrat · Simion Cosmin · Rumania · 3:26,884                                                                               |
| C1 5000 m (26.06) | Tamás Kiss · Hungría · 22:15,350                                                                 | Ronald Verch · Alemania · 22:19,180                                                         | Mateusz Kamiński · Polonia · 22:48,500 |

### Femenino
| Evento            | Oro                                                                                 | Plata                                                                                               | Bronce                                                                                     |
| ----------------- | ----------------------------------------------------------------------------------- | --------------------------------------------------------------------------------------------------- | ------------------------------------------------------------------------------------------ |
| K1 200 m (26.06)  | Lasma Liepa Turquía 40,792 s                                                        | Jessica Walker Reino Unido 40,940 s                                                                 | Ivana Kmeťová · Eslovaquia · 41,000 s                                                      |
| K2 200 m (26.06)  | Franziska Weber · Tina Dietze · Alemania · 37,548                                   | Yelena Terejova · Anastasiya Nevskaya · Rusia · 38,296                                              | Marharyta Majneva · Maryna Litvinchuk · Bielorrusia · 38,448                               |
| K1 500 m (26.06)  | Danuta Kozák · Hungría · 1:48,600                                                   | Franziska Weber · Alemania · 1:49,324                                                               | Emma Jørgensen Dinamarca 1:49,576                                                          |
| K2 500 m (26.06)  | Gabriella Szabó · Danuta Kozák · Hungría · 1:41,316                                 | Sabrina Hering · Steffi Kriegerstein · Alemania · 1:42,556                                          | Nadzeya Liapeshka · Maryna Litvinchuk · Bielorrusia · 1:43,564                             |
| K4 500 m (25.06)  | Gabriella Szabó · Tamara Csipes · Danuta Kozák · Krisztina Zur · Hungría · 1:30,940 | Marharyta Majneva · Volha Judzenka · Nadzeya Liapeshka · Maryna Litvinchuk · Bielorrusia · 1:31,380 | Franziska Weber · Steffi Kriegerstein · Sabrina Hering · Tina Dietze · Alemania · 1:32,280 |
| K1 1000 m (25.06) | Kristina Bedeč Serbia 4:00,840                                                      | Tamara Takács · Hungría · 4:00,988                                                                  | Conny Waßmuth · Alemania · 4:03,128                                                        |
| K2 1000 m (25.06) | Milica Starović Dalma Benedek Serbia 3:38,564                                       | Tamara Takács · Erika Medveczky · Hungría · 3:40,444                                                | Florida Ciută · Iulia Țăran · Rumania · 3:43,840                                           |
| K1 5000 m (26.06) | Maryna Litvinchuk · Bielorrusia · 22:23,450                                         | Dóra Bodonyi · Hungría · 22:24,550                                                                  | Yuliana Salajova · Rusia · 22:25,750                                                       |
| C1 200 m (26.06)  | Olesia Romasenko · Rusia · 47,616                                                   | Staniliya Stamenova Bulgaria 48,712                                                                 | Paula Postaru · Rumania · 49,116                                                           |
| C2 500 m (25.06)  | Nadzeya Makarchanka · Alena Nazdrova · Bielorrusia · 2:02,672                       | Irina Andreyeva · Olesia Romasenko · Rusia · 2:03,752                                               | Virág Balla · Kincső Takács · Hungría · 2:04,816                                           |

## Medallero
| Núm. | País            | Oro | Plata | Bronce | Total |
| ---- | --------------- | --- | ----- | ------ | ----- |
| 1    | Hungría         | 5   | 5     | 4      | 14    |
| 2    | Rusia           | 5   | 4     | 3      | 12    |
| 3    | Alemania        | 4   | 4     | 3      | 11    |
| 4    | Bielorrusia     | 3   | 2     | 5      | 10    |
| 5    | Serbia          | 3   | 0     | 1      | 4     |
| 6    | Eslovaquia      | 2   | 1     | 1      | 4     |
| 7    | Portugal        | 2   | 0     | 0      | 2     |
| 8    | Reino Unido     | 1   | 1     | 0      | 2     |
| 9    | República Checa | 1   | 0     | 1      | 2     |
| 10   | Turquía         | 1   | 0     | 0      | 1     |
| 11   | Dinamarca       | 0   | 3     | 1      | 4     |
| 12   | Rumania         | 0   | 1     | 3      | 4     |
| 13   | España          | 0   | 1     | 1      | 2     |
| 13   | Lituania        | 0   | 1     | 1      | 2     |
| 13   | Moldavia        | 0   | 1     | 1      | 2     |
| 13   | Ucrania         | 0   | 1     | 1      | 2     |
| 17   | Bulgaria        | 0   | 1     | 0      | 1     |
| 17   | Suecia          | 0   | 1     | 0      | 1     |
| 19   | Polonia         | 0   | 0     | 2      | 2     |
| 20   | Letonia         | 0   | 0     | 1      | 1     |
|      | TOTAL           | 27  | 27    | 29     | 83    |